# Zvonko Šundovski
Zvonko Šundovski (în macedoneană Звонко Шундовски) (n. 7 septembrie 1967) este un fost handbalist macedonean și fost antrenor al echipei naționale de handbal a Macedoniei. Până în martie 2013, el a fost antrenorul principal al selecționatei macedonene, fiind apoi înlocuit cu croatul Ivica Obrvan. Din vara anului 2012, el a antrenat și echipa românească HCM Constanța, din Liga Națională. Începând din vara anului 2015, Šundovski este antrenorul lui CSM București.
Prima echipă pe care a antrenat-o Šundovski a fost RK Pelister, începând cu 2003, și cu care, în 2005, a câștigat campionatul și cupa Macedoniei. În 2006, Šundovski antrena nu doar echipa de juniori a țării sale, ci și pe cea de seniori, cu care s-a calificat în 2009 la Campionatul Mondial din Croația. În sezonul 2008/09, Šundovski a devenit antrenorul lui RK Metalurg Skopje, club cu care a câștigat campionatul în 2008 și a jucat în Liga Campionilor EHF, precum și în patru runde din Cupa Cupelor EHF.
Ca antrenor principal, Zvonko Šundovski a clasat echipa Macedoniei pe locul 5 la Campionatul European din 2012, desfășurat în Serbia.
Începând din 23 ianuarie 2013, Šundovski nu mai este antrenorul naționalei masculine de handbal a Macedoniei. El a demisionat printr-o declarație de presă și un email oficial către Federația de Handbal a Macedoniei, în care își explica plecarea de funcție. Šundovski și-a asumat întreaga responsabilitate pentru lipsa de performanțe a Macedoniei la Campionatul Mondial din 2013, desfășurat în Spania.

## Palmares
- Liga Națională:
  - Câștigător: 2013, 2014
- Cupa României:
  -  Câștigător: 2013, 2014
- Supercupa României:
  -  Câștigător: 2013
- Liga Națională a Macedoniei:
  - Câștigător: 2005, 2008
- Cupa Macedoniei:
  -  Câștigător: 2005 (cu RK Pelister)

## Premii
- Antrenorul macedonean al anului: 2012

## Cluburi

### Antrenor principal
- 2003-07: RK Pelister: Liga Națională a Macedoniei
- 2007-09: RK Metalurg Skopje: Liga Națională a Macedoniei
- 2012-prezent: HCM Constanța: Liga Națională a României

## Echipa națională
- 2006-08: Echipa națională de juniori a Macedoniei
- 2008-10: Echipa națională de seniori a Macedoniei (antrenor secund)
- 2010-13: Echipa națională de seniori a Macedoniei (antrenor principal)